# Univerza
Univêrza (knjižno vseučilíšče) je visokošolska izobraževalna in raziskovalna organizacija s pravico podeljevanja akademskih nazivov. Univerze nudijo izobraževanje na terciarni (dodiplomski) in kvartarni (podiplomski) stopnji.

## Zgodovina
Nekateri kot prvo univerzo navajajo Akademijo, ki jo je leta 387 pr. n. št. v sadovnjaku Akademos blizu Aten ustanovil grški filozof Platon. V njej so poučevali filozofijo, matematiko in gimnastiko.
V 5. stoletju n. š. je nastala prva podobna ustanova v Nalandi v Biharju, Indija. Z njo povezujejo tudi budističnega filozofa Nagarjuno. Tudi islam je podpiral ustanovitev visokih šol ter v 10. in 11. stoletju ustanovil univerze v Bagdadu, Kairu (Al Azhar, 975), Damasku, Kordobi, Sevilji, Toledu in drugod.
V Evropi so prve srednjeveške univerze ustanovili v 11. in pozneje v 13. stoletju v Italiji in Franciji; na njih so poučevali pravo, medicino in teologijo. Nujni uvod v preučevanje filozofije in teologije pa je predstavljal študij sedmih osnovnih ved, znanih kot septem artes liberales, ki so se štele za osnovo vse znanosti. Delile se se v dve kategoriji: trivium je zajemal gramatiko, retoriko in dialektiko oziroma logiko, quadrivium oziroma artes reales pa aritmetiko, geometrijo, glasbo in astronomijo.
Univerza je praviloma ustanovljena na podlagi statuta ali ustanovne listine. V Združenem kraljestvu je, denimo, univerza ustanovljena na podlagi Kraljeve ustanovne listine (Royal Charter), in le ustanove s tako listino lahko podeljuejo akademske nazive.
Prva slovenska univerza je bila ustanovljena leta 1919 v Ljubljani.
V zadnjih desetletjih 20. stoletja so ustanovili tudi nekaj megauniverz, ki uporabljajo metodo študija na daljavo.

## Univerze in visokošolske ustanove v Sloveniji
- Seznam univerz v Sloveniji
- Seznam fakultet v Sloveniji
- Seznam akademij v Sloveniji
- Seznam visokih šol v Sloveniji

## Povezani pojmi
absolvent - akademija - akademski nazivi - akademski zbor - asistent - Bolonjski proces - bruc - dekan - demonstrator - diploma - disertacija - docent - doktorat - elekcija - fakulteta - frekvenca - habilitacija - indeks - inskripcija - katedra - kolokvij - lektor - MBA - magisterij - prodekan - prorektor - profesor - promocija - reelekcija - rektor - semester - seminar - senat - študent - študentski svet - univerzitetno mesto